# Caila
Caila – wieś w Rumunii, w okręgu Bistrița-Năsăud, w gminie Șintereag. W 2011 roku liczyła 288 mieszkańców.